# Onthophagus millingeni
Onthophagus millingeni är en skalbaggsart som beskrevs av D'orbigny 1900. Onthophagus millingeni ingår i släktet Onthophagus och familjen bladhorningar. Inga underarter finns listade i Catalogue of Life.